# Verão Quente de 1975
Verão Quente de 1975 é a designação dada ao período conturbado pelo que passou Portugal, caracterizado por uma certa anarquia no governo, forças armadas e sociedade, e por tensões crescentes entre grupos de esquerda e de direita. O período, que muito se deveu à instabilidade causada pela Intentona de 11 de Março, teve como prenúncio as comemorações do 1.º de Maio desse ano, levadas a cabo pela Intersindical.

## Antecedentes
Após 48 anos de ditadura, Portugal procura um novo caminho. Devido à miséria, fuga ao serviço militar ou perseguição política, mais de milhão e meio de portugueses sai do país. A não descolonização isola Portugal. No princípio dos anos 1970, a recusa do regime pelos estudantes está cada vez mais radicalizada. As crises estudantis marcam os anos 1960 (1962, 1969), mas a politização vai-se radicalizar, e a morte de Ribeiro Santos em 1972 às mãos da PIDE vai ser emblemática.
Num mundo dividido pela Guerra Fria e tendo Portugal durante a ditadura alinhado com o lado ocidental, influências marxistas, maoistas, entre outras vão ser particularmente atraentes para os jovens. A 25 de abril de 1974, um movimento liderado por capitães vai depor a ditadura para se criar um novo regime em liberdade. Convergindo a maioria dos partidos na direção do "socialismo", vai haver diferentes visões de qual o caminho a seguir: (1) se uma aproximação à Europa Ocidental; (2) a influências do bloco de leste, seja Moscovo ou Havana; (3) ou tentar voltar ao passado. A 11 de março de 1975, um golpe de direita liderado por António de Spínola vai falhar e acelerar as movimentações à esquerda.

## Protagonistas
1. Políticos como Mário Soares defendiam a aproximação à Europa Ocidental.
2. Após décadas de privações, a esquerda e populares de esquerda procuravam o acesso aos meios de produção, através das nacionalizações e das ocupações de terras. Havia duas correntes diferentes, uma liderada por Álvaro Cunhal e o PCP, outra simbolizada por Otelo e José Afonso com características mais basistas. O general Vasco Gonçalves vai ter um papel marcante como primeiro-ministro neste período.
3. Por fim, o general Spínola, como outros militares, teve um papel determinante nesse período. Durante o Processo Revolucionário em Curso (PREC), as fações de direita e a Igreja Católica receavam uma evolução mais radical do processo político iniciado com a Revolução dos Cravos e atuaram com violência armada contra propriedade e pessoas para a impedir via organizações como o MDLP.[5]
4. Há ainda intervenientes externos. Dos EUA, denota-se Frank Carlucci pelos moderados, embaixador americano que viria mais tarde a ser dirigente da CIA, e que alinhou com políticos como Mário Soares em momentos críticos.[6]
5. Também se notam os propósitos pouco pacíficos de Henry Kissinger, que não excluía a hipótese de uma intervenção armada norte-americana e apoio a uma nova tentativa de golpe de extrema-direita.[6][7]

## Ações
Principalmente a sul, há expropriações e ocupações de terras promovidas pela Reforma Agrária estabelecida pela esquerda na zona do país onde há propriedades maiores, por vezes por cultivar.
Com foco a norte, há mais de 550 actos violentos, como o assalto a sedes de partidos de esquerda e atentados bombistas, por grupos como o Movimento Maria da Fonte, o MDLP, o ELP, e os CODECO. Estes ocorreram em várias localidades, sobretudo no Norte de Portugal, de que Rio Maior, palco de grandes distúrbios organizados pela CAP (Confederação dos Agricultores de Portugal), onde passava a Estrada Nacional n.º 1, era a fronteira.
Com a descolonização, verifica-se um grande influxo de refugiados luso-angolanos e de outras ex-colónias, com consequente crise de habitação e empregabilidade. Com a nova realidade socio-económica, verifica-se um agravamento dos problemas sociais e económicos.
O PS abandona a 9 de julho o governo como sinal de protesto contra a ocupação do jornal "República", e a ineficiência do Conselho da Revolução em resolver o "Caso República".
Como consequência do ambiente socio-político, seguiu-se a 8 de Agosto de 1975 a demissão do IV Governo Provisório, coligação entre partidos de esquerda e direita.
Nesta altura, surge o Grupo dos Nove, facção moderada do MFA liderado por Melo Antunes, que tomaram posição através da elaboração do "Documento dos Nove", em agosto de 1975, facção então expulsa do Conselho da Revolução. Com o desequilíbrio causado pela saída dos moderados, é publicada a Lei da Reforma Agrária de Oliveira Baptista. Otelo, que tinha recusado pertencer ao V Governo, respondeu ao “Documento dos Nove”, com o “Documento de Autocrítica Revolucionária”, também conhecido como “Documento COPCON”, em que defendia o poder popular de base, tendo com isso canalizado apoios na extrema-esquerda militar.
A 18 de Agosto, Vasco Gonçalves apela à radicalização num famoso discurso proferido em Almada, que representaria também o fim da sua relação com Otelo. A 20 de Agosto, Otelo consuma publicamente essa ruptura com Vasco Gonçalves. “Agora, companheiro, separamo-nos”. Por carta, Otelo proíbe Vasco Gonçalves de visitar unidades do COPCON e pede ao general que "descanse, repouse, serene, medite e leia". Neste momento, o Conselho da Revolução está dividido entre dois blocos extremistas, um liderado por Otelo, outro pelo PCP e um terceiro moderado, o Grupo dos Nove, próximo do PS.
Outro dos eventos que marcaram o Verão Quente foi o caso que ficou conhecido por "Saneamento dos 24", situação que envolveu o despedimento de 24 jornalistas do Diário de Notícias (DN) a 27 de agosto — metade da redacção do jornal —, no seguimento de os mesmos terem entregado à direcção um abaixo-assinado em que defendiam a revisão da linha editorial, que denunciam como revisionista de factos, particularmente após o 11 de março. Um dia depois, na recusa da publicação no DN, o abaixo-assinado foi publicado no Expresso e enviado à BBC.
Certas facções militares de extrema-esquerda ocupam-se em armar grupos civis amigáveis, incluindo aqueles responsáveis por atentados terroristas como o PRP-BR, ao qual o capitão Álvaro Fernandes entrega mil G3 em setembro de 1975, para "satisfação" de Otelo de Carvalho, que o incumbira da distribuição. Álvaro Fernandes decide fugir para Paris em consequência.
A contestação ao V Governo Provisório, por parte dos outros demais blocos, leva à eventual demissão de Vasco Gonçalves, a 19 de setembro de 1975.
Em 27 de Setembro, dá-se um ataque de manifestantes a representações diplomáticas de Espanha, na Praça de Espanha lisboeta, no Porto e em Évora, como protesto pela execução de cinco nacionalistas bascos de extrema-esquerda pelo regime franquista, levada a cabo nesse mesmo dia. A Espanha franquista havia dado refúgio aos golpistas de 11 de março, e deste então alguns membros do seu governo haviam dado a entender a possibilidade de um plano militar intervencionista em Portugal, procurando apoio dos EUA e da NATO. Estes assaltos foram precedidos pelo ataque e destruição das dependências dos serviços de Chancelaria e do Consulado, na Rua do Salitre. Já em 1982, Diniz Almeida será discretamente julgado em Tribunal Militar, conjuntamente com outros militares do Regimento de Artilharia de Lisboa (RALIS), pela sua actuação no decorrer destes ataques. No RALIS, radicalizado após o ataque à unidade a 11 de Março, havia sido realizado o “primeiro e único juramento de bandeira revolucionário", "pela vitória da revolução socialista.”
Uma polarização, instabilidade socio-política e violência tal gera rumores sobre uma possível guerra civil. Viria a culminar na intentona de 25 de Novembro, a partir da qual a situação do país se estabiliza.

### Artigos
- «Verão Quente». politipedia.pt
- Gerald Ford autorizou operações da CIA em Portugall, enciclopedia.com [ligação inativa]
- A  CEE e o PREC, Francisco Castro, Penélope, nº 26, pp.125-157, 2002
- Costa Gomes quis sossegar os EUA – artigo, Diário de Notícias, 07-08-2005
- A 'cruzada branca' contra 'comunistas e seus lacaios' [ligação inativa] – artigo de Fernando Madaíl, Diário de Notícias, 17-08-2005
- Revista História Viva, Outubro 2005
- A Verdade sobre o 25 de Novembro [ligação inativa] – Mário Tomé, Bloco Madeira, 24-11-2006
- Gerald Ford autorizou operações da CIA em Portugal e Angola [ligação inativa] – artigo, José Pestana, Agência Lusa, 29-12-2006
- O Caso Rádio  Renascença [ligação inativa] – Análise Social nº 180, Lisboa, 2006
- Olhe que não Dr. Soares – Semanário,[ligação inativa] 07-02-2008
- Espanha quis invadir Portugal em 1975 [ligação inativa] – História Militar, Área Militar, 11-03-2008
- Carlucci e a CIA [ligação inativa]- Público, 22-09-2008
- Livro revela que Carlucci comandou actividades da CIA em Portugal em 1975 [ligação inativa] - RTP, 22-09-2008
- O 25 de Novembro de 1975 – cronologia dos acontecimentos que conduzem ao 25 de Novembro (3ª Compª Comandos Moçambique) 26-10-2008
- artigo, PREC: Ex-PCP Carlos Brito responsabiliza EUA por "derrota" de Aliança Povo-MFA, Agência Lusa, 12-11- 2008
- Quando os trabalhadores rurais ocuparam a Quinta ribatejana da Torre Bela – O Mirante, 13-11-2008
- Frank Carlucci parecia "um típico mafioso italiano", João Pedro Henriques, Diário de Notícias, 13-11-2008
- Relações Internacionais n.22 (recensão  de Maria Inácia Rezola sobre o livro “Carlucci vs. Kissinger”), Scielo Portugal, Lisboa, Junho de 2009
- Escândalos da democracia. Padre candidato acaba morto – sobre o assassinato do “Padre Max”, Rosa Ramos, em Ionline,  24-08-2009
- Sobre o chamado «verão quente» de 1975, por António José Rodrigues, O Militante PCP, 25 de Abril, Edição Nº 338 - Set/Out 2015
- Verão Quente, Público
- Prelados no "Verão Quente", Memórias da Revolução, RTP
- Desclassificados documentos secretos dos EUA sobre Verão Quente de 1975, SIC Notícias, 23.08.2014
- Quando a noite caía o PREC renascia, Pedro Dórdio, Observador, 5 de Setembro de 2015
- O Norte a ferro e fogo, Correio da Manhã, 12.06.2005
- O Verão Quente foi há quarenta anos, por João Ferreira, Notícias Magazine, 27/07/2015
- Quem foi Champalimaud? – artigo de Jorge Costa, 7/9/2016

### Livros
- Revolução das Flores, Do 25 de Abril ao Governo Provisório (Documentos), Pedro Seobreiro e Raúl Nascimento, Lisboa, Editorial Aster, 1975.
- A Resistência. O Verão Quente de 1975 , José Gomes Mota, Lisboa,  Edições jornal Expresso, Junho de 1976.
- Congeminações: 25 de Novembro, a data que não se comemora: O Verão Quente de 1975, Edições jornal Expresso, Junho de 1976
- A Resistência. O Verão Quente de 1975, José Gomes Mota, Lisboa, Edições jornal Expresso, 1976
- Contos Proibidos – Memórias de um PS Desconhecido, Rui Mateus, Lisboa, Dom Quixote (ver referências e passagens do livro artigo)
- Perspectivas e Realidades, Lisboa, Dom Quixote, 1996 (Ver referência)
- Verdade e Mentira na Rev. de Abril  (Ver: O 25 de Novembro, cap. 8), Álvaro Cunhal, Lisboa, Edições Avante, 1999
- Igreja Católica, Estado e Sociedade, 1968-1975: o Caso Rádio Renascença, Paula Borges Santos, Lisboa, Imprensa de Ciências Sociais, 2005
- Carlucci vs. Kissinger - Os EUA e a Revolução Portuguesa, Bernardino Gomes e Tiago Moreira de Sá, Dom Quixote, Lisboa, 2008 (Recensão: As Memórias Secretas de Washington no PREC, Maria Inácia Rezol, em Scielo Portugal, 22-06-2009)
- Verão Quente de 1975 - Portugal Tempo de Paixão, por Leonor Xavier, Temas & Debates/Círculo de Leitores.
- 25 de Abril -Episódio do Projecto Global , Fernando Pacheco de Amorim, Porto, 1997
- Os Saneamentos Políticos no Diário de Notícias no Verão Quente de 1975, por Pedro Marques Gomes, Alêtheia Editores, 2013, ISBN: 9789896225926.
- 1975: Independência? – O ‘verão quente’ nos Açores, de José Andrade, Publiçor, 2015

### Teses universitárias
- Reflexo do “Verão Quente” de 1975 Nos Processos de Transição Democrática de Portugal e Espanha, por Francisco Domingos Garcia Falcão Machado, Instituto de Estudos Políticos, , Universidade Católica Março de 2014 [ligação inativa]
- Um caso de violência política: o «Verão quente» de 1975, Diego Palacios Cerezales, tradução de Rui Cabral, Análise Social, vol. XXXVII (165), 2003, 1127-1157

### Outros documentos
- Discurso de Mário Soares no comício da Fonte Luminosa em Julho de 1975, em Portal da História